# Museo de la Rajoleria de Paiporta
El Museo de la Rajoleria de Paiporta és una museo etnológico ubicado en una antigua fábrica de ladrillos conocida como Rajolar de Bauset.

## Historia
El museo se inauguró el 5 de octubre del año 2000, pasando en el siguiente año a formar parte del Sistema Valencià de Museos de la Generalitat Valenciana.
Desde su inicio como museo ofrece una exposición permanente dedicada a la producción del ladrillo y la sociedad que la impulsó. Como otros museos presenta zonas destinadas a albergar exposiciones temporales, talleres y otras actividades destinadas a público escolar.
En el 2017 entrà a  formar part de la Red de Museos Etnológicos Locales, coordinada por el  Museo Valenciano de Etnología.
La pandemia de Covid-19, suscitó, como en todos los demás museos, la necesidad de renovar la museografía del mismo, tratando de adaptarla a los nuevos tiempos, más tecnológicos y digitalizados, i al perfil de los nuevos visitantes y usuarios, siempore teniendo en cuenta las premisas de: sostenibilidad, funcionalidad y adaptación a todo tipo de visitante.

## Descripción
El museo consta de tres espacios destinados a diferentes ámbitos museísticos.
- La Sala permanente, ubicada los antiguos hornos Hoffmann y destinada íntegramente al fondo del Museo (pese a que en esta misma zona hay un espacio destinado al taller para actividades en paralelo a la programación habitual, como el taller "Como ser un ladrillero").[5]En esta exposición permanente se profundiza en la sociedad (la vida de Paiporta cuando se creó el Rajolar de Bauset), la agricultura de la zona, el paso hacia la industrialización, la creación de la fábrica desde el punto de vista socioeconómico y los conjuntos fabriles donde se estudian los hornos, chimeneas, otras construcciones, así como el proceso de la elaboración de ladrillos y tejas, propios del Rajolar de Bauset.[4]
- La Sala temporal, ubicada en el primer piso y que acoge tanto colecciones y muestras procedentes de otras instituciones, artistas, etc, como exposiciones temporales de producción propia.[5]
- La Sala anexa, situada en los jardines del museo, está totalmente acristalada, siendo un espacio que trata de evocar los antiguos secadores de los ladrillos, y con  uso polivalente.[4]